# Mosinópolis

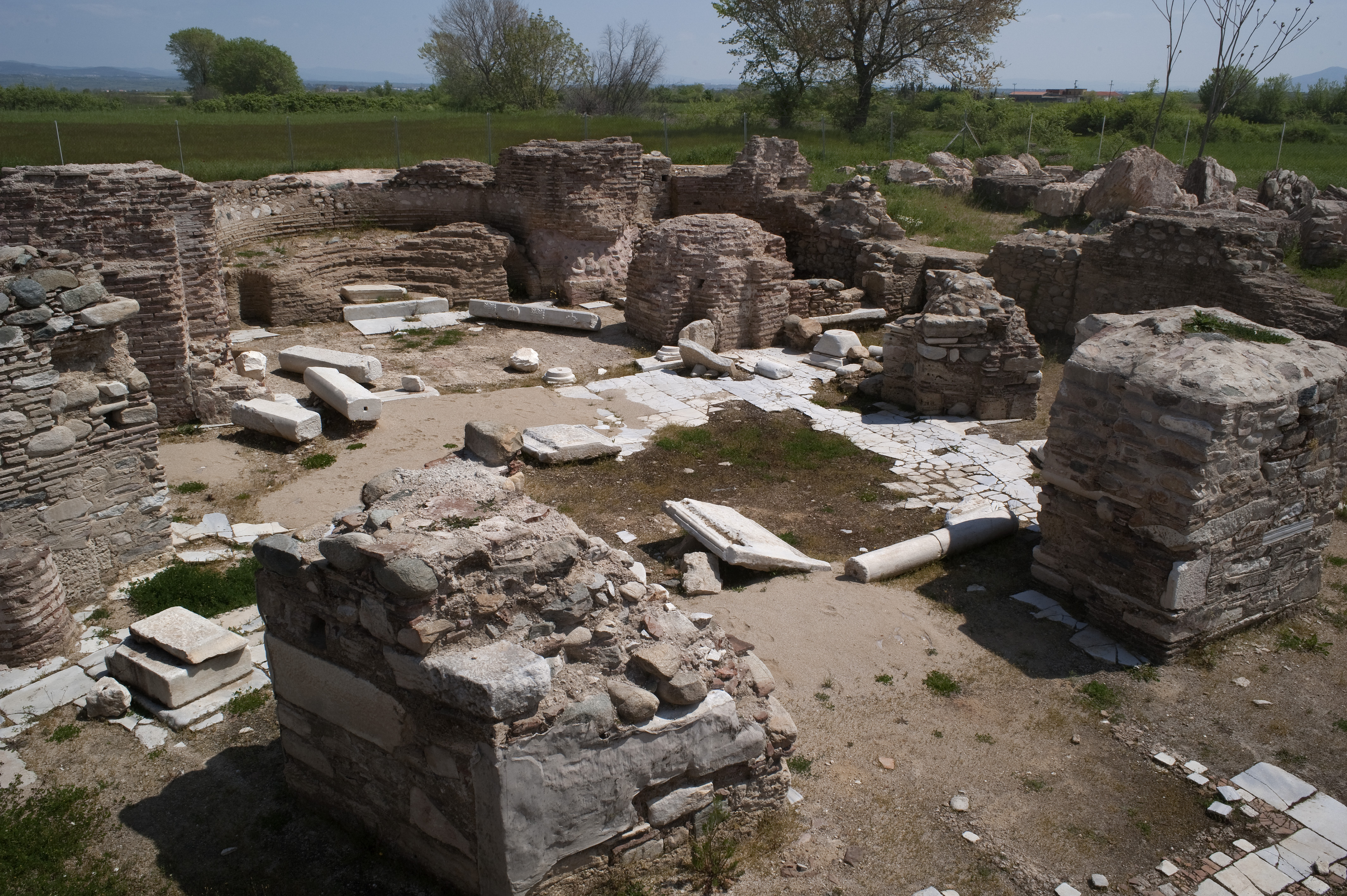
Ruína de uma igreja em Mosinópolis

Mosinópolis (em grego: Μοσυνόπολις; em búlgaro:  Мосинопол or Месинопол), conhecida na Antiguidade Tardia como Maximianópolis (Μαξιμιανούπολις), foi uma cidade bizantina na Trácia, no curso da Via Egnácia perto da moderna cidade grega de Comotini. Ela foi destruída pelo czar búlgaro Joanitzes em 1207 depois de uma vitória sobre o Império Latino na batalha de Mosinópolis. O monge Efrém afirma que ela foi tomada por Frederico I em 1190.

## História eclesiástica
A sé episcopal da cidade era sufragânea de Trajanópolis, a capital da antiga província de Ródope.
Apenas um único bispo é conhecido pelo nome, Paulo, que compareceu ao concílio de 879 que retornou Fócio ao Patriarcado de Constantinopla. Ela também foi mencionada nas Notitiae Episcopatuum de Leão VI, o Sábio, de 900; de 940 e de 1170 com o nome Misinoupolis.
Mosinópolis ainda é uma sé titular da Igreja Católica Romana, citada por vezes com o nome italiano de Mosinopoli.